# MK酒店
MK酒店，香港旅館之一，座落於九龍旺角區旺角長沙街，是一所給旅客較為經濟選擇的非星級酒店。毗鄰砵蘭街與彌敦道之間，近信和中心對面。

## 特色
MK酒店位於港鐵油麻地站與旺角站之間。附近有不少旅遊消費娛樂場所，例如女人街、波鞋街及廟街等，食肆林立。酒店地方袖珍，有108間標準客房。

## MK酒店前身及歷史

### 漢普頓酒店
漢普頓酒店於2005年起對外開放，玻璃幕牆落地玻璃，前身是1972年落成的勞工大廈，屬於中國國民黨物業，按揭給東亞銀行。

### 2008年停業事件
漢普頓酒店於2008年6月18日因欠東亞銀行8,200萬元債項而被收回，門外則貼出以下告示：

敬啟者：

此單位於2008年6月18日由高露雲律師行代表東亞銀行與執達主任正式收回，若有任何疑問請致電2905-4603與洪先生聯絡。

高露雲律師行

2008年6月18日

To whom it may concern,

Possession of this unit has been taken over by Messrs Wilkinson & Grist, on behalf of Bank of East Asia, and the Bailiff pursuant to a Court Order. For enquiries, kindly contact MR HUNG at 2905-4603.

Wilkinson & Grist

18th June 2008

### 復業
漢普頓酒店與東亞銀行完成欠債數額協議，已於2008年9月10日重新營業。

## 接手及重修
MK酒店已經在2009年底裝修房間，並且於2010年1月13日開業至今。

## 外部連結
- MK酒店官方網址 （页面存档备份，存于）
- 2008年6月18日，星島日報，漢普頓酒店被東亞銀行追8200萬，執達吏封酒店趕客，入住梁顯利油麻地社區中心。
- 漢普頓酒店重開